# リボル・シオンコ
リボル・シオンコ（Libor Sionko, 1977年2月1日- ）は、チェコ・オストラバ出身の元同国代表サッカー選手。ポジションはミッドフィルダー。

## 経歴
U-17より各世代の代表として活躍し、A代表としては1999年4月24日に行われたポーランド代表とのフレンドリーマッチでデビューを果たした。2000年にシドニーで開催されたオリンピックにも出場。
A代表では、タレントに恵まれた当時のチェコの中盤の中でなかなか主力として活躍する機会に恵まれなかったが、2006年のドイツW杯や2008年のEURO2008に招集されている。
2010年1月、FCコペンハーゲンで出場機会を失っていたシオンコは同チームとの契約を解除の上、古巣のACスパルタ・プラハと2012年6月まで2年半契約を締結。契約満了後、新天地を探すも見つからず、2012年8月27日に現役引退を表明した。

## 所属クラブ
- バニーク・オストラヴァ 1997-1999
- ACスパルタ・プラハ 1999-2003
- グラーツァーAK 2003-2004
- FKアウストリア・ウィーン 2004-2006
- レンジャーズFC 2006-2007
- FCコペンハーゲン 2007-2010.1
- ACスパルタ・プラハ 2010.1-2012

## 代表歴

### 出場大会
- チェコ代表
  - 2006 FIFAワールドカップ

### 試合数
- 国際Aマッチ 41試合 8得点（1999年-2010年）[2]

| チェコ代表 | 国際Aマッチ | 国際Aマッチ |
| 年         | 出場        | 得点        |
| ---------- | ----------- | ----------- |
| 1999       | 1           | 0           |
| 2000       | 2           | 0           |
| 2001       | 1           | 0           |
| 2002       | 5           | 0           |
| 2003       | 1           | 1           |
| 2004       | 4           | 0           |
| 2005       | 3           | 0           |
| 2006       | 6           | 2           |
| 2007       | 4           | 1           |
| 2008       | 10          | 4           |
| 2009       | 2           | 0           |
| 2010       | 2           | 0           |
| 通算       | 41          | 8           |